# Bathyplotes bongraini
Bathyplotes bongraini е вид морска краставица от семейство Synallactidae.

## Разпространение и местообитание
Видът е разпространен в Антарктида, Буве, Френски южни и антарктически територии, Хърд и Макдоналд и Южна Джорджия и Южни Сандвичеви острови.
Среща се на дълбочина от 257 до 667 m, при температура на водата от -1,7 до 0 °C и соленост 34,5 – 34,6 ‰.